# Colmena (álbum de El Otro Yo)
Colmena es el cuarto álbum de estudio de El Otro Yo, lanzado a finales de 2002. Este disco incluye 14 temas entre los que destaca Hoy Aprendí, Inmaduro, Calles, Me Harté, Punk y Desatándonos. Cabe mencionar que el tema Punk fue el último tema en el que participó Ricky Espinosa antes de morir.
La edición en CD del disco incluía un track interactivo con el clip de "Inmaduro". El mismo mostraba a los músicos tocando desnudos, incluyendo un breve topless de María Fernanda Aldana. Además, los instrumentos eran reemplazados por partes de la anatomía humana.

## Lista de canciones
1. Virus
2. Nuevo
3. Calles
4. Bendición
5. Desatándonos
6. Perro
7. Inmaduro
8. Punk
9. Revolución humana
10. Hoy aprendí
11. Me harté
12. Siberiano
13. Viajero
14. Bajo la guerra